# Paulus Emanuel Anthony de la Court
Paulus Emanuel Anthony de la Court (Gemert, 24 december 1760 - Oostelbeers, 5 april 1848) was een Brabants jurist, bestuurder en ambtenaar.
Paulus de la Court werd geboren als zoon van de burgemeester van Hasselt en secretaris en drost van Gemert, Petrus Adrianus de la Court en zijn vrouw Maria Henrica Elisabeth van der Gheest. Hij studeerde rechten aan de Universiteit van Leuven (tot 1779) en promoveerde in het Romeins en hedendaags recht aan de Hogeschool te Harderwijk in 1786.
Vervolgens ging hij als advocaat aan de slag in 's-Hertogenbosch, waar hij zich vanaf 1794 in de regionale politiek mengde. Eerst als lid van de municipaliteit (1794), maar toen de revolutie uitbrak in de Nederlanden, ook met de landelijke politiek. Eerst nog als secretaris-griffier van de centrale administratie van de veroverde landen van Holland, als secretaris van de Vergadering van provisionele representanten van het Volk van Brabant (1795) en vervolgens als lid van de Eerste Nationale Vergadering (1796 - 1797) voor het district Zaltbommel en de Tweede Nationale Vergadering (1797 - 1798) voor het district 's-Hertoghenbosch. Hij was hier in augustus/september nog kortstondig voorzitter van. Hij trok zich in 1798 na het verplicht stellen van de Eed tegen het federalisme en het stadhouderlijk bewind terug uit het parlement.
In juni/juli 1798 was hij korte tijd lid van het Intermediair Wetgevend Lichaam, waarna hij zich terugtrok uit de politiek en terugkeerde naar 's-Hertoghenbosch als griffier. Van 1799 tot 1802 was hij lid van het departementaal bestuur van het departement van de Dommel (wat grote delen van het huidige Noord-Brabant omvatte) en aansluitend van het departementaal bestuur van Brabant. In 1806 werd hij onder Koning Lodewijk Napoleon Bonaparte benoemd tot lid van het Wetgevend Lichaam voor ongeveer een half jaar. Toen in 1807 de landdrosten werden ingevoerd door de Koning, naar Frans model, mocht hij deze functie vervullen in Brabant, wat hij zou blijven tot de annexatie in 1810. Hij bleef wel lid in buitengewone dienst bij de sectie wetgeving en algemene zaken van de Raad van State. Kort na de annexatie van 1810 werd hij ontvanger-generaal van het departement Monden van de Rijn.
Toen Nederland in 1814 weer een zelfstandig land werd, was De la Court namens het departement Monden van de Rijn lid van de grondwetgevende Vergadering van Notabelen, waar hij tegen de ontwerp-Grondwet stemde. Vanaf 1814 keerde hij ook weer terug als ontvanger-generaal, nu in Noord-Brabant, waar hij vanaf 1826 ook optrad als administrateur van 's Rijks schatkist.
In 1829 poogde De la Court terug te keren in de politiek, maar moest hij het als regeringskandidaat bij de verkiezingen voor de Tweede Kamer der Staten-Generaal afleggen tegen een oppositionele (zittende) kandidaat, Van Sasse van IJsselt. Vervolgens werd hij in 1830 wel door de raad van 's-Hertogenbosch gekozen als lid van de Provinciale Staten van Noord-Brabant, en vervolgens door zijn collega's aldaar in 1831 tot lid van de Tweede Kamer.
In de Tweede Kamer stelde De la Court zich regeringsgezind op. Hij behoorde in 1833 tot de minderheid die voor de wetsvoorstellen tot verhoging van de accijns op turf en steenkool stemde, al behoorde hij in datzelfde jaar ook tot de 24 leden die tegen de ontwerp-Wet op de Middelen stemde. Hij stemde wel voor de begroting. In 1841 stelde hij zich niet meer herkiesbaar.
De la Court was eigenaar van de kastelen Onzenoort (bij Nieuwkuijk) en Baasterhoef (onder Oostelbeers). In 1794 trouwde hij met Maria Johanna Theresia van Bommel (zus van het latere Kamerlid Gerardus Andreas Martinus van Bommel en het lid van de Vergadering van Notabelen, Petrus Johannes van Bommel), met wie hij twee zoons en twee dochters kreeg. Hij was grootvader van het latere Kamerlid Victor de Stuers.
De la Court is benoemd tot Ridder en in 1810 tot surnumerair Commandeur in de Orde van de Unie. In 1823 verwierf De la Court het predicaat jonkheer, waardoor hij lid werd van de Ridderschap van de provincie Noord-Brabant.